# Vochysia meridensis
Vochysia meridensis är en tvåhjärtbladig växtart som beskrevs av L. Marcano-berti. Vochysia meridensis ingår i släktet Vochysia och familjen Vochysiaceae. Inga underarter finns listade i Catalogue of Life.